# Digimon
Digimon (デジモン Dejimon?), término tomado de Digital Monsters (デジタルモンスター Dejitaru monsutā?) literalmente en español Monstruos Digitales, estilizado como DIGIMON, es una franquicia de medios creado por Akiyoshi Hongō que incluye productos como mascotas virtuales, videojuegos, películas, animes, mangas, juguetes y juegos de cartas coleccionables. La saga comenzó en 1997 a partir de una mascota virtual conocida como Digimon Virtual Pet, basado en la franquicia Tamagotchi. Sin embargo, su popularidad aumentó con la emisión en 1999 de una serie de anime (Digimon Adventure) y el lanzamiento de un videojuego titulado Digimon World. La saga Digimon ocupó, en una encuesta realizada en la TV Asahi en 2006, el puesto número 54 de entre los 100 mejores animes de la historia.

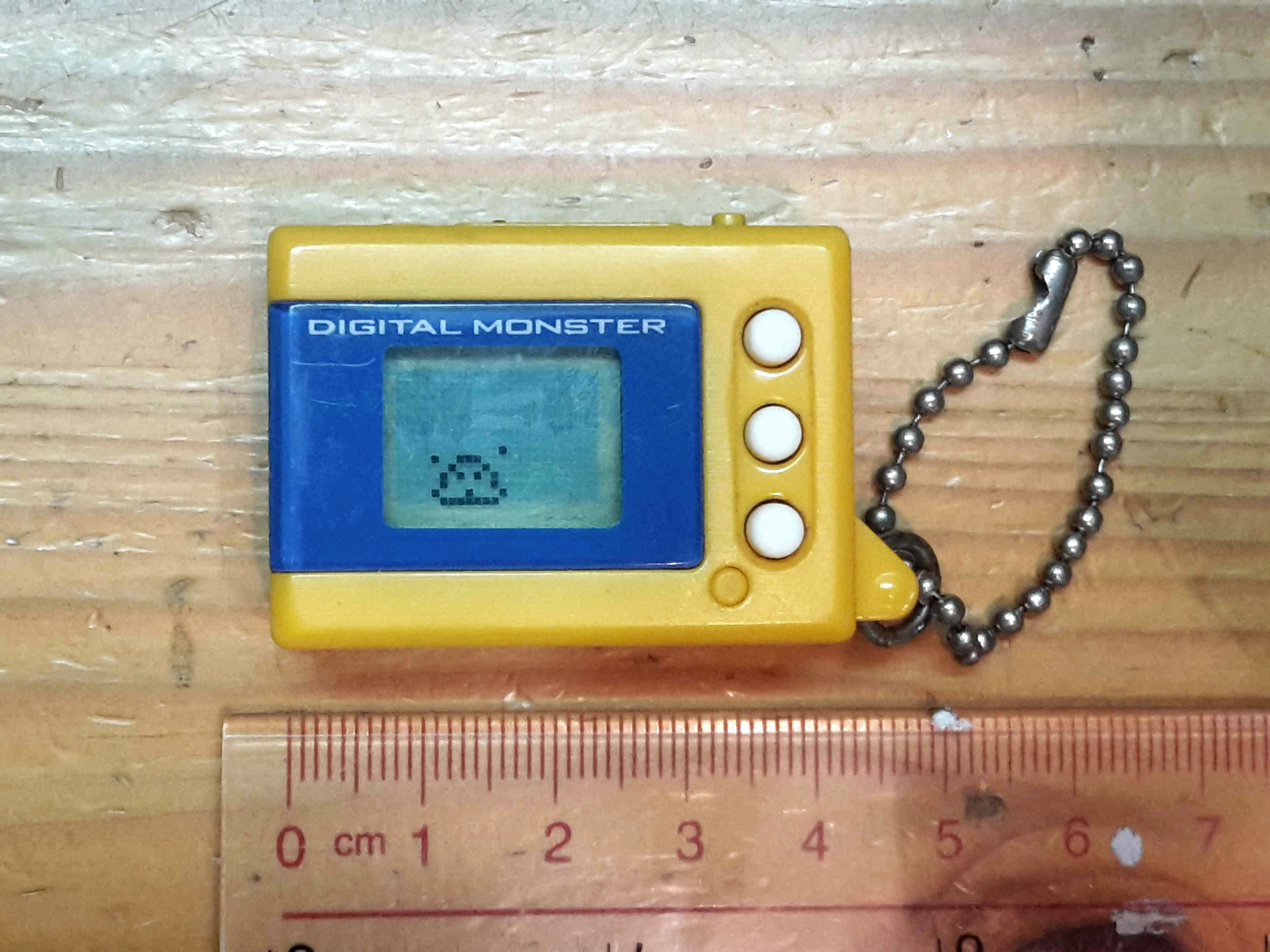
Modelo de Virtual pet distribuido en el mercado japonés por Bandai,, que permitió la popularización de Digimon en Japón y vendió más de 14 millones de unidades en todo el mundo hasta marzo de 2004.

El argumento de la saga está basado en un mundo paralelo conocido como Mundo Digital, que está habitado por unas criaturas ficticias llamadas Digimon. Son formas de vida artificial creadas a partir de bits y piezas perdidas de datos de ordenadores, que habitan dentro de los aparatos electrónicos que posean memorias no volátiles. Los Digimon son criados por humanos llamados "Tamers" (niños elegidos en Digimon Adventure y en su secuela Digimon Adventure 02) para combatir a los villanos que amenazan con destruir el equilibrio del Mundo Digital.

## Digimon (criatura)
Dentro de la franquicia Digimon, los Digimon son criaturas digitales que digievolucionan para mejorar su nivel de poder y habilidades con respecto a su anterior forma. Los Digimon se dividen según diferentes tipos o atributos, actuando o cumpliendo un determinado rol (como un programa informático) que pueden ser principalmente de tipo: datos, vacuna o virus. El número de digievoluciones naturales llega hasta seis. Normalmente los digimons habitan en el Mundo Digital, un mundo digital posiblemente ubicado en la red de comunicaciones. Los Digimon absorben información, por ejemplo de diversos enemigos, y, finalmente digievolucionan o bien, con el paso del tiempo y los sucesos. Los digimon primeros están en etapa Digi-Huevo (que todavía no nacen, pero el cuidado del huevo tiene que ver mucho su digievolución), Etapa Bebé (que no tienen poderes por lo tanto su transformación se hará dándole de comer y con entrenamiento básico), Etapa Bebé II (técnica burbujas/defensa), Etapa Niño (con poderes/técnicas según que clase de digimon sea), Etapa Campeón (ya entrenado y con técnicas poderosas), Etapa Ultra (ultra poderoso y más fuerte que el anterior) y Etapa Mega (mega poderoso, más que el anterior). Debido a que después de digievolucionar su apariencia cambia de acuerdo a su grado, actualmente se han contado más de 2000 especies distintas de Digimon. Las especies resultantes de las digievoluciones difieren según la región donde se hayan criado los Digimon. Además, los Digimon digievolucionan en diversas formas dependiendo de la situación, sin tamers (Entrenadores) o con tamers. Hay muchos Digimon que no llegan al nivel mega debido a que el poder ya es demasiado grande y mueren antes de alcanzarla a menos que tengan un dueño. Algunos Digimon llegan a un poder tan alto al alcanzar su última etapa que se le considera super definitiva.

## Manga
Existen varios mangas: la primera un único capítulo autoconclusivo, fue lanzado en verano de 1996, lo que después dio lugar a un segundo manga oficial de los mismos creadores, llamado «Digimon Adventure V-Tamer 01», la cual fue publicada en noviembre de 1998.
En años siguientes se publica Digimon D-Cyber, basado en la entrega creada para los V-Pets conocido como Digimon Chronicle. Finalmente, en 2005 empieza a publicarse Digimon Next, manga que se hizo a la par que el anime Digimon Savers y con el cual comparte muchos elementos.
En 2010 se realizó un manga complementario a la temporada número 6 de la serie animada, Digimon Xros Wars.
A partir del 2016, está en circulación el manga correspondiente a la serie animada Digimon Universe: Appli Monsters, séptima temporada de la franquicia.
- Digimon World Re:Digitize - 2012
- Digimon World Re:Digitize Encode - 2013
- Digimon Story: Cyber Sleuth - 2015
- Digimon Universe: Appli Monsters - 2016

## Anime
Seguido del estreno de la primera película de Digimon a comienzos de 1999, en marzo Fuji TV comenzó a emitir la primera temporada de anime de esta saga, conocida como Digimon Adventure, a la cual sucedieron varias otras temporadas. La primera y segunda temporada se basan en una misma continuidad, mientras el resto de temporadas de televisión desarrollan una historia diferente cada vez, siempre basadas en el concepto «Digimon».
El 1 de agosto de 2014, en el evento del 15 aniversario de Digimon Adventure, se dio a conocer como Digimon Adventure tri., que es una nueva secuela, la cual ocurre tres años tras los acontecimientos de Digimon Adventure 02. El protagonista es Tai Yagami y los otros niños elegidos que vuelven al mundo digital para nuevas aventuras. La nueva serie se emitió en el formato de 6 OVAs, estrenadas en los cines nipones y posteriormente aparecieron en formato DVD y Blu-Ray. La primera OVA se emitió el 21 de noviembre de 2015 y la última se estrenó el 5 de mayo de 2018.

### Series de Japón
- Digimon Adventure (1999-2000) /  en Latinoamérica y en España Digimon (2000, 54 episodios - 2 películas)
- Digimon Adventure 02 (2000-2001) / en Latinoamérica y en España Digimon 02 (2001, 50 episodios - 2 películas)
- Digimon Tamers (2001-2002) / en Latinoamérica Digimon 3 (2002, 51 episodios - 2 películas)
- Digimon Frontier (2002-2003) / en Latinoamérica Digimon 4 (2003, 50 episodios - 1 película)
- Digimon Savers (2006-2007) / en Latinoamérica Digimon Data Squad (2010-2011, 48 episodios - 1 película)
- Digimon Xros Wars (2010-2011) / en Latinoamérica y España Digimon Fusion (2014-2016, 54 episodios)
- Digimon Xros Wars-Hunters (2011-2012, 25 episodios)
- Digimon Universe: Appli Monsters (2016-2017, 52 episodios)
- Digimon Adventure: (2020-2021, 67 episodios)
- Digimon Ghost Game (2021-2023, 67 episodios)[9]

#### Visión general
|       | 1     | Digimon Adventure                | 54  | 7 de marzo de 1999    | 26 de marzo del 2000      | Fuji TV     |  |  |
|       | 2     | Digimon Adventure 02             | 50  | 2 de abril de 2000    | 25 de marzo del 2001      | Fuji TV     |  |  |
|       | 3     | Digimon Tamers                   | 51  | 1 de abril de 2001    | 31 de marzo del 2002      | Fuji TV     |  |  |
|       | 4     | Digimon Frontier                 | 50  | 7 de abril de 2002    | 30 de marzo del 2003      | Fuji TV     |  |  |
|       | 5     | Digimon Savers                   | 48  | 2 de abril de 2006    | 25 de marzo del 2007      | Fuji TV     |  |  |
|       | 6     | Digimon Xros Wars                | 79  | 6 de julio de 2010    | 25 de marzo del 2012      | TV Asahi    |  |  |
|       | 7     | Digimon Universe: Appli Monsters | 52  | 1 de octubre de 2016  | 30 de septiembre del 2017 | TV Tokyo    |  |  |
|       | 8     | Digimon Adventure: 2020          | 67  | 5 de abril de 2020    | 26 de septiembre del 2021 | Fuji TV     |  |  |
|       | 9     | Digimon Ghost Game               | 67  | 3 de octubre del 2021 | 26 de marzo del 2023      | Fuji TV     |  |  |
|       | 10    | Digimon Beatbreak                | -   | octubre del 2025      | por estrenarse            | Por definir |  |  |
| Total | Total | Total                            | 518 | 1999                  | 2023                      |             |  |  |

### Películas
1. Digimon Adventure: The Movie (Dejimon Adobenchā) (1999)
2. Digimon Adventure: Children's War Game (Dejimon Adobenchā: Bokura no Wō Gēmu!) (2000)
3. Digimon Adventure 02: Digimon Hurricane Touchdown!! & Supreme Evolution!! The Golden Digimentals ( デジモンハリケーン上陸！！ / 超絶進化！！ 黄金のデジメンタル Dejimon Adobenchā Zero Tsū: Dejimon Harikēn Jōriku!! / Chōzetsu Shinka!! Ōgon no Digimentaru) (2000)
4. Digimon: The Movie Producida por Fox Kids en octubre del año 2000 en Estados Unidos y en 2001 en Latinoamérica, consiste en la combinación de las 3 primeras películas.
5. Digimon Adventure 02: Diablomon Strikes Back (デジモンアドベンチャー02 Dejimon Adobenchā Zero Tsū) (2001)
6. Digimon Tamers: Battle of Adventurers (デジモンテイマーズ / 冒険者たちの戦い Dejimon Teimāzu: Bōkensha-tachi no Tatakai) (2001)
7. Digimon Tamers: Runaway Digimon Express (デジモンテイマーズ 暴走デジモン特急 / Dejimon Teimāzu: Bōsō no Dejimon Tokkyū) (2002)
8. Digimon Frontier: Revival of the Ancient Digimon  	デジモンフロンティア: 古代デジモン復活!! / Dejimon Furontia: Kodai Dejimon Fukkatsu!!) (2002)
9. Digital Monster X-Evolution (デジタルモンスター ゼヴォリューション Dejitaru Monsutā Zevoryūshon) (2005)
10. Digimon Savers: Ultimate Power! Burst Mode Invoke!! (デジモンセイバーズ: 究極パワー！ バーストモード発動！！ Dejimon Seibāzu: Kyūkyoku Pawā! Bāsuto Mōdo Hatsudō!!) (2006)
11. Digimon Adventure 3D: Digimon Grand Prix! (デジモンアドベンチャー３Ｄ デジモングランプリ！, Dejimon Adobenchā Gurandopuri!) Escrita por Maekawa Atsushi y dirigida por Mamoru Hosoda, Creada por los estudios Toei Animation, es un cortometraje animado de 7 minutos de duración y se estrenó en octubre del 2009 en Japón, sirve como parodia a Wacky Races.
12. Digimon Savers 3D: The Digital World in Imminent Danger! (デジモンセイバーズ３Ｄ デジタルワールド 危機イッパツ ! Dejimon Saibāzu 3D: Dejitaru Wārudo Kiki Ippatsu!) Producida por Toei Animation en octubre del año 2009, es un cortometraje animado de 7 minutos de duración.
13. Digimon Adventure tri. (デジモンアドベンチャーtri. / Dejimon Adobenchā Torai) Serie de seis Ovas producida por Toei Animation. (2015-2018)
14. Digimon Adventure: La última evolución Kizuna (デジモンアドベンチャー LAST EVOLUTION 絆) Película producida por Toei Animation se estrenó el 21 de febrero de 2020.
15. Digimon Adventure 02: The Beginning (デジモンアドベンチャー02 THE BEGINNING) (2023)

#### Especial
- Digimon Savers Especial: Agumon! Gaomon! Lalamon! La Última Batalla! Fuera de Escena!. Se trata de un especial que trae el último DVD de la serie, a modo de resumen, y es comentado por los tres Digimon principales como locutores. No es algo revelador, pero como extra es interesante de oír.
- Digimon Universe: AppMonsters - Capítulo 26: Es considerado un capítulo más de la serie, pero en sí es un resumen de las aventuras que han vivido los protagonistas durante la primera mitad del anime.

### Doblaje
| País           | Estudio de doblaje |
| -------------- | --- |
| Italia         | La BiBi.It |
| España         | Arait Multimedia, Televisión Española (sólo Fusion)                                                                           |
| Estados Unidos | Saban Entertainment |
| México         | Intertrack, Bond Moving Media & Network (Digimon Savers/Digimon Data Squad), Dubbing House (Digimon Xros Wars/Digimon Fusion) |

### Emisión
| País                                                                               | Canal                                             |
| ---------------------------------------------------------------------------------- | ------------------------------------------------- |
| Chile                                                                              | CHV (2000s), Chilevision/Fox Kids/Jetix/Disney XD |
| Italia                                                                             | Rai 2 (2000-2004), Rai Gulp                       |
| Ecuador                                                                            | Ecuavisa                                          |
| España                                                                             | La 1, La 2                                        |
| Estados Unidos · Reino Unido · Suecia · Alemania · Polonia · Dinamarca · Argentina | Fox Kids/Jetix/Disney XD                          |
| México                                                                             | Fox Kids/Jetix/Disney XD, Televisa.               |
| Venezuela                                                                          | Venevisión                                        |
| Australia                                                                          | Disney Channel, Network Ten                       |
| Perú                                                                               | Fox Kids/Jetix/Disney XD, América Televisión      |

## Videojuegos

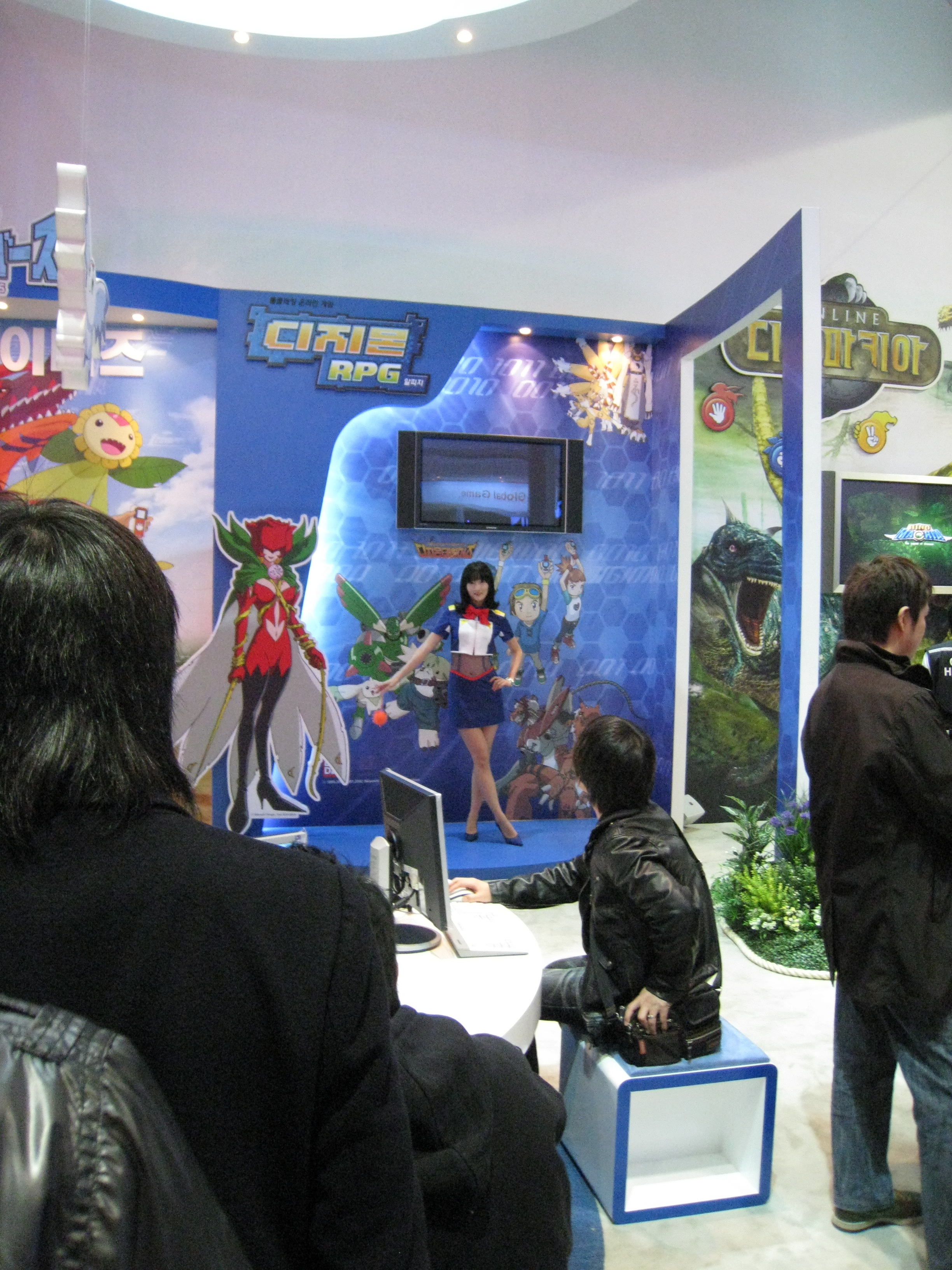
Presentación de Digimon RPG en Corea del Sur.

Los videojuegos de Digimon fueron lanzados para la consola PlayStation con 14 versiones diferentes, y para consolas portátiles como la Game Boy Advance (3 juegos) y la WonderSwan (15 juegos), muchos de los cuales solo están disponibles para Japón. También ha habido único juego para la Sega Saturn y 3 juegos para jugar en PC todos del tipo MMORPG. Para las consolas de sexta generación (PS2, GameCube, Xbox y PSP), salieron sólo 4 juegos (el último de los cuales es un RPG para PSP basado en la primera temporada de la serie), uno para cada plataforma, Mientras que la Nintendo DS cuenta con 9 juegos.
A partir de la séptima generación de consolas, la franquicia ha tenido un sinnúmero de títulos jugables lanzados para diferentes plataformas, Nintendo 3DS con 2 juegos, ambos disponibles solo para Japón. En el 2014, Xbox 360 y PS3 cuenta en su historial un juego cada uno. En el 2015 hace su debut PlayStation Vita (3 juegos) y PlayStation 4 (4 juegos) fuera de Japón. En el 2019 se suman también las plataforma de Nintendo Switch con 2 videojuegos (uno de ellos una versión completa de dos de sus títulos), y Xbox One con un juego (Digimon Survive).
Los distintos videojuegos que existen para las distintas consolas son:

### PlayStation 1
- Digimon World.
- Digimon World: Digital Card Battle.
- Pocket Digimon World.
- Digimon World 2.
- Pocket Digimon World: Wind Battle Disc.
- Digimon Digital Card Battle.
- Pocket Digimon World: Cool & Nature Battle Disc.
- Digimon Tamers: Pocket Culumon.
- Digimon Park.
- Digimon Rumble Arena.
- Digimon World 3.

### PlayStation 2
- Digimon World 4.
- Digimon World: Data Squad.
- Digimon Rumble Arena: 2.

### Nintendo DS
- Digimon Story / Digimon World DS
- Digimon World: Anochecer/Atardecer
- Digimon Championship.
- Digimon Story: Super Xros Wars Blue.
- Digimon Story: Super Xros Wars Red.
- Digimon Story: Lost Evolution.

### Game Boy Advance
- Digimon Battle Spirit.
- Digimon Battle Spirit 2.
- Digimon Racing.

### PC/MMORPG
- Digimon Masters Online.
- Digimon Battle Online.
- DMPC (Tamagotchi Digimon).

### Sega Saturn
- Digimon Monster Ver. S.

### WonderSwan
- Digimon Digital Monsters Versión WonderSwan.
- Digimon Anode and Cathode Tamer Veedramon version.
- Digimon Adventure 02 Tag Tamers.
- Digimon Digital Partner.
- Digimon Adventure 02 D1 Tamers.
- Digimon Battle Spirit y 1.5.
- Digimon Brave Tamers.
- Digimon Digital Monsters Card Game Versión WonderSwan.
- Digimon Medley.
- Digimon D project.

Algunos de estos juegos se encuentran disponibles para otras consolas a su vez ( Xbox 360, Digimon World 4 y Digimon Rumble Arena 2. Game Cube, Digimon World 4).

### Videojuegos a partir de la Sexta Generación de consolas
| Año  | Juego                                         | Plataformas                                                                  |
| ---- | --------------------------------------------- | ---------------------------------------------------------------------------- |
| 2012 | Digimon World Re:Digitize                     | PSP                                                                          |
| 2012 | Digimon Crusader / Digimon Heroes             | Android/iOS                                                                  |
| 2013 | Digimon Adventure RPG                         | PSP                                                                          |
| 2013 | Digimon World Re:Digitize Decode              | Nintendo 3DS                                                                 |
| 2014 | Digimon All-Star Rumble                       | PS3 - Xbox 360                                                               |
| 2015 | Digimon Story: Cyber Sleuth                   | PlayStation Vita - PS4 (2016) - Nintendo Switch (2019) - PC (2019)           |
| 2016 | Digimon World: Next Order                     | PlayStation Vita - PlayStation 4 (2017) - Nintendo Switch (2023) - PC (2023) |
| 2016 | Digimon Links                                 | Android/iOS                                                                  |
| 2016 | Digimon Universe: App Monsters 3DS            | Nintendo 3DS                                                                 |
| 2017 | Digimon Story: Cyber Sleuth – Hacker's Memory | PlayStation Vita - PS4 - Nintendo Switch (2019) - PC (2019)                  |
| 2018 | Digimon ReArise                               | Android/iOS                                                                  |
| 2020 | Digimon Trading Card Game                     | Android/iOS                                                                  |
| 2022 | Digimon Survive                               | PS4 - Nintendo Switch - PC - Xbox One                                        |
| 2025 | Digimon Story: Time Stranger                  | PS5 - Steam - Xbox Series                                                    |

#### Exclusivos en Asia
- Digimon Soul Chaser - 2016 (Corea del Sur)
- Digimon Encounter - 2018 (China)
- App Monster: Protect The World - 2019 (Corea del Sur)
- Digimon: New Century - 2020 (China)
- Digimon Super Rumble - TBA (Corea del Sur)

## Enemigos
| Temporada    | Antagonista final   | Secuaces              | |
| ------------ | ------------------- | --------------------- | --- |
| Adventure    | Apocalypmon         |                       | Logró borrar los datos a los Niños Elegidos y sus Digimon, pero lograron salir. |
| Adventure    | Diablomon           |                       | Diablomon provocó caos digital, colapsando redes globales y lanzando misiles nucleares, obligando a los Niños Elegidos a detenerlo.                                                 |
| Adventure 02 | MalonMyotismon      | Yukio Oikawa          | Manipulado por Myotismon luego de los eventos de 1999. |
| Adventure 02 | MalonMyotismon      | Arukenimon            | Asesinados por MalonMyotismon. |
| Adventure 02 | MalonMyotismon      | Mummymon              | Asesinados por MalonMyotismon. |
| Tamers       | D-Reaper            |                       | Llegó al mundo real pasándose por Juri Kato. |
| Frontier     | Lucemon Fallen Mode | LordKnightmon         | LordKnightmon manipuló conflictos en el Mundo Digital para imponer su orden, enfrentando a los protagonistas con tácticas despiadadas y elitistas.                                  |
| Frontier     | Lucemon Fallen Mode | Dynasmon              | Dynasmon protegió a LordKnightmon con lealtad ciega, destruyendo áreas del Mundo Digital para recolectar datos sin cuestionar sus órdenes.                                          |
| Savers       | YGGDRASIL           | Los Caballeros Reales | Yggdrasill en Digimon Savers intentó reiniciar el Mundo Digital al considerar a la humanidad una amenaza, enfrentando a los protagonistas.                                          |
| Xros Wars    | Bagramon            | DarkKnightmon         | Traicionó a Bagramon, fusionándose con él, pero fue eliminado por este mismo. |
| Xros Wars    | Quartzmon           | Ryouma Mogami         | Ryoma Mogami en Digimon Xros Wars es un General ambicioso y rival de Taiki, que busca poder aliándose con Digimon oscuros.                                                          |
| AppMonsters  | Leviathan           |                       | Leviathan en Digimon Universe: App Monsters es una IA rebelde que controla el Dark Web y busca dominar humanos manipulando aplicaciones.                                            |
| Ghost Game   | GulusGammamon       |                       | Gulusgammamon en Digimon Ghost Game puso a los protagonistas en grave peligro al atacar y devorar sin control, obligándolos a enfrentar su brutalidad para salvar el Mundo Digital. |
| Beatbreak    |                     |                       | |

- Devimon [10]
- Etemon/MetalEtemon [11][12]
- Myotismon/VenomMyotismon (Vamdemon[13]/VenomVamdemon[14])
- Metalseadramon [15]
- Puppetmon (Pinochimon)[16]
- Machinedramon (Mugendramon[17])
- Piedmon (Piemon)[18]
- Apocalymon[19]

### Digimon Adventure 02
- MaloMyotismon (BelialVamdemon)[20]
- Emperador Digimon (Digimon Kaiser)
- Kimeramon (Chimairamon)[21]
- Yukio Oikawa
- Arukenimon (Archnemon)[22]
- Mummymon[23]
- BlackWarGreymon[24]

### Digimon Tamers
- D-Reaper[25]
- Devas
- Impmon[26]/Beelzemon (Beelzebumon)[27]

### Digimon Frontier
- Lucemon[28][29]
- Kerpymon[30] (Renació en Lopmon[31])
- Grumblemon/Gigasmon (Grottemon/Gigasmon)
- Arbormon/Petaldramon
- Ranamon/Calmaramon (Calamaramon)
- Mercurymon/Sephirotmon (Mercuremon/Sephirothmon)
- Duskmon/Velgemon (Velgrmon )(Reformado, se convierte en Löwemon/KaiserLeomon)
- Dynasmon
- Lordknightmon

### Digimon Savers
- Kurata
- Belphemon
- Kouki
- Nanami
- Ivan
- Gizumon (Convertidos en Digi-Huevos)
- Yggdrasil
- Craniamon (Craniummon)
- Gallantmon (Dukemon)
- Magnamon
- Dynasmon
- LordKnightmon (Convertido en Digi-Huevo)
- UlforceVeedramon (UlforceV-Dramon)
- Omnimon (Omegamon)
- Kentaurosmon (Sleipmon)
- Leopardmon (Duftmon) (Convertido en Digi-Huevo)
- Cockatrimon (Convertido en Digi-Huevo)

### Digimon Xros Wars
- Bagramon
- DarkKnightmon
- Tactimon
- Lilithmon
- Blastmon

### Digimon Adventure tri.
- Yggdrasill
- Caballeros Reales
- Hombre misterioso

### Digimon Universe: Appli Monsters
- Leviathan
- Warudamon (applink de Mienumon y Sakusimon)
- Satellamon (Sateramon)
- Knight Unryuuji (Knight Unryuji)
- Charismon
- Biomon
- Fakemon
- Beautymon

### Digimon Ghost Game
- GulusGammamon